# 5-Méthylnonane
Le 5-méthylnonane est un alcane ramifié de formule C10H22. C'est l'un des 75 isomères du décane.